# Belionota sumptuosa
Belionota sumptuosa es una especie de escarabajo del género Belionota, familia Buprestidae. Fue descrita científicamente por Gory & Laporte en 1838.

## Descripción
Los especímenes de Belionota sumptuosa varían entre 15 y 25 milímetros (0,59 y 0,98 pulgadas) de largo. Como muchos escarabajos joya, la especie se destaca por su coloración vívida e iridiscente.

## Distribución geográfica
Habita en Indonesia y Brasil.